# Friedrich von Bock und Polach
Friedrich Wilhelm Karl von Bock und Polach (18 tháng 5 năm 1849 tại Dinh Sandfort – 13 tháng 10 năm 1934 tại Potsdam) là một sĩ quan quân đội Phổ, đã được thăng đến cấp Thượng tướng Bộ binh. Ông đã phục vụ các cấp bậc và thống lĩnh Quân đoàn IX kể từ cuối năm 1903 (chính thức là từ năm 1904) cho đến khi giải ngũ vào năm 1907.

## Tiểu sử
Ông sinh vào tháng 5 năm 1849, trong gia đình quý tộc lâu đời Bock und Polach vùng Meissen, là con trai của Ernst von Bock und Polach (1799 – 1849) và Luise Freiin von Nordeck (1815 – 1892). Trong số những người anh của ông có Thống chế Max von Bock und Polach (1842 – 1915) và Đô trưởng Mülheim an der Ruhr về sau này, Karl von Bock und Polach (1840 – 1902).
Người anh trai thứ hai của Friedrich là Max von Bock und Polach đã khuyến khích ông theo đuổi sự nghiệp nhà binh Phổ, và sau khi rời khỏi quân đoàn Thiếu sinh quân, ông gia nhập Trung đoàn Bộ binh số 55 (số 6 Westfalen) "Bá tước Bülow von Dennewitz" với cấp hàm Chuẩn úy. Với trung đoàn này, ông đã thể hiện tài năng của mình trong trận Kissingen vào ngày 10 tháng 7 năm 1866 trong chiến dịch của Tập đoàn quân Main trong cuộc Chiến tranh Bảy tuần, và được trao tặng Huy chương Phổ hạng nhất.
Ông đã được điều vào Quân đoàn IX lần đầu tiên năm 1896, khi ông được phong chức Trung đoàn trưởng Trung đoàn Phóng lựu số 89 Đại Công quốc Mecklenburg ở Schwerin. Năm sau (1897), ông thoạt tiên được giao tạm quyền chỉ huy (Führung) Lữ đoàn Bộ binh số 36, đóng trại ở Rendsburg, rồi bước sang tháng 8 ông được phong tước à la suite của Trung đoàn Phóng lựu số 89 Đại Công quốc Mecklenburg và lãnh tạm quyền chỉ huy trung đoàn này. Được lên quân hàm Thiếu tướng, ông nhậm chức Lữ đoàn trưởng Lữ đoàn Bộ binh số 86 tại Saarlouis một tháng sau đó.
Vào năm 1901, sau khi được thăng cấp bậc Trung tướng, ông được bổ nhiệm làm Sư đoàn trưởng Sư đoàn sổ 37 tại Allenstein. Từ đây, ông được đổi sang Sư đoàn số 1 ở Königsberg, thủ phủ tỉnh Đông Phổ vào năm 1902.
Sau khi Thượng tướng Kỵ binh Robert von Massow được ủy nhiệm làm Chủ tịch Tòa án Quân sự Đế chế, ông được giao tạm quyền chỉ huy Quân đoàn IX vào tháng 10 năm 1903, rồi được thụ phong Tướng tư lệnh vào năm 1904. Theo Chỉ dụ Tối cao của Triều đình (allerhöchste Kabinettsordre), ông được thăng quân hàm Thượng tướng Bộ binh vào ngày 24 tháng 12 năm 1905.
Hai năm sau (1907), ông về hưu. Do Huy chương Phổ không được trao tặng trong cuộc Chiến tranh Pháp-Đức (1870 – 1871), ông đã người nhận huy chương duy nhất vẫn còn sống, và thông tin này đáng để báo chí nghi nhận. Vào tháng 10 năm 1934, ông từ trần tại Potsdam.